# Nicole Trimmel
Nicole Trimmel (Beč, 13. listopada 1982.) je austrijska kickboksačica, rodom iz Uzlopa.
Višestruka je svjetska prvakinja i doprvakinja.
Od 2004. je redovno austrijska državna prvakinja svake godine.
2004. i 2005. je bila Gradišćanskom športašicom godine.
Iduće je godine primila Orden za zasluge Republike Austrije i Savezne države Gradišće.
BVZ-ova je športašica 2011. godine. Po prvi puta je izabrana za najbolju športašicu na austrijskoj (hrvatski iz Gradišća: zemaljskoj, nje. Landes-) razini. Pobijedila je i u ženskoj kategoriji u matrštofskom kotaru, kao i nekadašnji kotrig kluba u Orbuhu.
Početkom studenoga na natjecanju u kickboksu u lakom kontaktu, održanom u Skoplju, osvojila je zlato pobjedom nad ruskom predstavnicom Ksenijom Miročnisenkom.
26. studenoga 2011. osvojila je svoje šesto zlatno odličje i svoje 15. ukupno. Na svjetskom prvenstvu u punom kontaktu u kickboksu u Dublinu pobijedila je rusku predstavnicu Kseniju Miročnisenku s 3:0.

## Vanjske poveznice
- Volksgruppen[neaktivna poveznica] Trimmel dobila pri državnom prvenstvu
- Volksgruppen[neaktivna poveznica] Trimmel uspješna pri 1. profi-borbi
- Volksgruppen[neaktivna poveznica] Dvi medalije za Nicole Trimmel
- Volksgruppen[neaktivna poveznica] Trimmel je opet austrijanska prvakinja
- Volksgruppen[neaktivna poveznica] Trimmel sudjeluje kod profesionalcev